# Lin Ce-sü
Lin Ce-sü (čínsky pchin-jinem Lín Zéxú, znaky zjednodušené 林则徐, tradiční 林則徐, 30. srpna 1785 Fu-ťien – 22. listopadu 1850 Ťie-jang), zdvořilostním jménem Jüan-fu (čínsky pchin-jinem Yuánfǔ, znaky zjednodušené 元抚, tradiční 元撫), byl čínský učenec a úředník v říši Čching. Významný je zejména svou rolí v první opiové válce v letech 1839–1842, kdy byl nejvýraznějším odpůrcem obchodu s opiem a coby podřízený císaře Tao-kuanga 3. června 1839 nařídil zničení opia v Chu-menu, což Spojenému království dalo důvod pro vyhlášení války.
Lin se narodil v Chou-kuanu (v rámci moderního správního členění Čínské lidové republiky část městské prefektury Fu-ťien) v době vlády císaře Čchien-lunga jako druhý syn úředníka Lin Pin-ž’a. V roce 1811 úspěšně dokončil nejvyšší úroveň úřednických zkoušek a získal titul ťin-š’ a přijetí na akademii Chan-lin.
Následně kariérně stoupal ve státní správě. V letech 1837–1839 byl generálním guvernérem Chu-kuangu (odpovídá moderním provinciím Chu-nan a Chu-pej).
Jako aktivní účastník první opiové války a událostí které ji vyvolali, se snažil účinně odrazit ekonomickou a vojenskou expanzi barbarů. Lin Cu-sü se držel svých zásad a často říkal: „Vždy je nutné vědět co se děje u barbarů, abychom znali jejich slabiny i jejich sílu, a měli bychom se naučit barbarské umění, abychom je pak mohli potlačit.“
V březnu 1839 dorazil do provincie Kuang-tung s úkolem bojovat proti obchodu s opiem. Následně během několika měsíců nechal zatknout přes 1 700 čínských obchodníků s opiem a zabavit přes 70 tisíc opiových dýmek. Západní obchodníky se snažil přimět k ukončení prodeje nabídkou zásob čaje, ale když vyjednávání v tomto směru selhala, začal hrozit silou. Obchodníci mu vydali kolem 1 200 tun opia, které v průběhu června ničilo kolem 500 pracovníků po 23 dní (mícháním s vápnem a solí a následně vyléváním do moře).
Po příchodu do Kuang-tungu v polovině roku 1839, napsal Lin Ce-sü královně Viktorii v podobě otevřeného dopisu, zveřejněného v Kantonu. V něm ji vyzýval k ukončení obchodu s opiem. Tvrdil, že Čína poskytuje Británii cenné zboží, jako čaj, porcelán, koření a hedvábí, přičemž Británie na oplátku posílá pouze "jed".
V roce 1840 byl Lin osm měsíců oficiálním generálním guvernérem pro Liang-kuang (odpovídá moderním provinciím Kuang-tung, Kuang-si a části provincie Chaj-nan). Britská vojenská odveta v rámci první opiové války ovšem probíhala úspěšně a za selhání byl viněn právě Lin, takže byl zbaven úřadu a poslán do Sin-ťiangu.
I přes zákaz komunikování se západem, násilně nutil lidi, aby každý den sledovali západní dění, překládali západní knihy a kupovali si západní noviny. Výsledkem bylo vytvoření díla "si zhou zhi" (čínsky pchin-jinem sìzhōuzhì, znaky 四洲志) "informace o čtyřech kontinentech", které popisuje historii, zeměpis, politiku a práva různých zemí světa.
Později se dočkal částečné rehabilitace a v roce 1845 byl generálním guvernérem Šen-kanu (Šen-si a Kan-su) a v roce 1847 generálním guvernérem Jün-kueje (Jün-nan a Kuej-čou).
Zemřel v roce 1850 na cestě do Kuang-si, kde měl za úkol pomáhat potlačit povstání tchaj-pchingů.
26. červen je na počest Linovy práce uznáván jako Mezinárodní den proti zneužívání drog a nepovolenému obchodování.
V roce 1929 na Tchaj-wanu postavila čínská vláda památník Lin Ce-süovi a neoficiálně vyhlásila 3. června jako celonárodní den zákazu opia
Linův pomník stojí v China townu v New Yorku. Na základně sochy je napsáno "Průkopník ve válce proti drogám" v angličtině a v čínštině.
Vosková socha Lina se také objevila v muzeu voskových figurín Madame Tussauds v Londýně.
Další rehabilitace se dočkal posmrtně, kdy je v rámci čínské kultury vnímán za národního hrdinu boje proti drogám, který je v Číně spojován s bojem proti evropskému imperialismu.